# Vladimir Ražem
Vladimir Ražem, slovenski pomorščak in ljubiteljski slikar, * 5. junij 1908, Opčine, † (?).

## Življenje in delo
Rodil se je v družini trgovca Antona in gospodinje Marije Ražem rojene Živec. Ljudsko šolo je obiskoval v rojstnem kraju. Leta 1921 se je družina izselila v Kraljevino Srbov, Hrvatov in Slovencev. V Ljubljani je oče odprl gostilno na Žabjeku. Tu je končal meščansko šolo. S slikarstvom se je spoznal pri kiparju Ivanu Zajcu in slikarju Mirku Šubicu. Kasneje ga je pot zanesla na morje. Šest let je preživel v vojni mornarici, nato pa je več let plul na trgovskih ladjah. Med 2. svetovno vojno je bila italijanska ladja Rastrello, na kateri je služil, torperdirana, iz morja so ga rešili Nemci in prepeljali v Trst. Iz Trsta je odšel na zdravljenje na deželo, nato pa pridružil narodnoosvobodilni borbi. Tu je postal član pomorske obalne komande mesta Trst, ki so jo partizani ustanovili v Trnovskem gozdu. Po odhodu jugoslovanske armade iz Trsta se je demobiliziral in se vrnil na morje, kjer je ostal do upokojitve leta 1967.
Slikati je začel pod vplivom razgibanega življenja na morju, ki ga je doživljal v nasprotjih od neskončne mirne gladine do bučnih tropskih ciklonov. Svoje znanje je izpopolnjeval z obiski slikarskih razstav in muzejev po vsem svetu. Slike je postavil na ogled javnosti še kot mornar. Največ je razstavljal v Združenih državah Amerike, predvsem v New Yorku in New Orleansu. V Trstu se je prvič predstavil javnosti na skupinski razstavi januarja 1966. V tem mestu je na skupinskih razstavah razstavljal še leta 1968 in 1969. Prvo samostojno razstavo pa je pripravil v goriški galeriji Pro loco leta 1969. Na ogled je postavil marine. Vladimir Ražem je kot izrazit marinist nadaljeval izročilo priznanih primorskih slikarjev Pavla Klodiča in Alberta Sirka.  